# Кредо Асасина: Попіл
«Кредо Асасина: Попіл» (англ. «Assassin's Creed: Embers») — короткометражний мультфільм, мета якого - розширити інформацію про всесвіт Assassin's Creed. Він був створений компанією Ubiworkshop, підрозділом Ubisoft, сценарій написав Дарбі МакДевіт, режисери - Патрік Плурде і Стефан Боде. Диск з мультфільмом став частиною колекційного видання гри Assassin's Creed: Revelations. Тривалість — 21 хвилина.

## Сюжет
Події мультфільму розгортається через 10 років після подій гри Assassin's Creed: Revelations. Еціо Аудиторе вийшов на пенсію і живе у Флоренції з Софією, дочкою Флавієй і сином Марчелло. Однак минуле не відпускає героя. Еціо починає здаватися, що хтось веде полювання на нього. На віллу Еціо приїжджає китайський асасин по імені Шао Цзюнь. Вона просить Еціо ненадовго скрити її. З сильним небажанням Еціо погоджується. Пізніше він наймає її як охоронця. Після деяких подій Шао, їде. В кінці мультфільму Еціо йде з Софією і Флавієй на ринок за продуктами. Потім він сідає на лавку, і до нього поруч сідає звичайна людина, яка критикує Флоренцію і каже, що хоче в Рим, після чого Еціо стає погано. Він зрозумів, що це кінець, востаннє глянув на свою сім'ю, посміхнувся і помер... Далі йдуть повчальні слова Еціо.
1. 1 2  Person Profile // Internet Movie Database — 1990.